# ATP Challenger Andrézieux-Bouthéon
Das ATP Challenger Andrézieux-Bouthéon (offiziell: Challenger 42, nach der Nummer des Département benannt) war ein Tennisturnier, das von 2001 bis 2007 jährlich in Andrézieux-Bouthéon, Frankreich, stattfand. Es gehörte zur ATP Challenger Tour und wurde in der Halle auf Hartplatz gespielt. Thierry Ascione ist mit drei Einzeltiteln erfolgreichster Spieler gemeinsam mit Julien Benneteau, der neben einem Einzel- auch zwei Doppeltitel gewann.

## Liste der Sieger

### Einzel
| Jahr | Sieger              | Finalgegner   | Ergebnis         |
| ---- | ------------------- | ------------- | ---------------- |
| 2007 | Thierry Ascione (3) | José Acasuso  | 7:66, 2:6, 6:2   |
| 2006 | Gilles Elseneer     | Gilles Simon  | 4:6, 6:1, 6:4    |
| 2005 | Thierry Ascione (2) | Stan Wawrinka | 6:1, 6:3         |
| 2004 | Julien Benneteau    | Dick Norman   | 6:78, 7:65, 7:65 |
| 2003 | Thierry Ascione (1) | Karol Beck    | 6:4, 6:2         |
| 2002 | Julian Knowle       | Julien Varlet | 6:2, 6:4         |
| 2001 | Nenad Zimonjić      | Jan Hernych   | 7:65, 6:2        |

### Doppel
| Jahr | Sieger                              | Finalgegner                           | Ergebnis       |
| ---- | ----------------------------------- | ------------------------------------- | -------------- |
| 2007 | Martín García Sebastián Prieto      | José Acasuso Diego Hartfield          | 6:3, 6:1       |
| 2006 | Julien Benneteau (2) Nicolas Mahut  | Grégory Carraz Antony Dupuis          | 6:4, 6:4       |
| 2005 | Nicolas Thomann Alexander Waske     | Robert Lindstedt Jean-Claude Scherrer | 7:62, 7:64     |
| 2004 | Yves Allegro Jean-François Bachelot | Alexander Peya Rogier Wassen          | 6:4, 5:7, 6:4  |
| 2003 | David Škoch Lovro Zovko             | Stephen Huss Jeff Tarango             | 7:64, 0:6, 6:3 |
| 2002 | Julian Knowle Jürgen Melzer         | Aleksandar Kitinov Todd Perry         | 6:4, 6:75, 6:1 |
| 2001 | Julien Benneteau (1) Nicolas Mahut  | Noam Behr Jonathan Erlich             | 6:3, 6:3       |